# TestDisk
TestDisk — свободная программа для восстановления данных, предназначенная прежде всего для восстановления потерянных разделов на носителях информации, а также для восстановления загрузочного сектора, после программных или человеческих ошибок (например, потеря MBR).

## Возможности
TestDisk запрашивает у BIOS или операционной системы информацию о жестких дисках в системе, делает быструю проверку дисковых структур и проверяет таблицу разделов на ошибки, в случае обнаружения ошибок TestDisk может их исправить.
TestDisk при сканировании носителя данных может обнаружить на нём давно удалённые разделы.
Список возможностей программы:
- Восстановление удалённых разделов
- Перестройка таблицы разделов
- Перезапись MBR
- FAT
  - FAT12 и FAT16
    - Поиск параметров файловой системы для перезаписи загрузочного сектора

  - FAT32
    - Поиск параметров файловой системы для перезаписи загрузочного сектора
    - Восстановление загрузочного сектора из резервной копии
- NTFS
  - Поиск параметров файловой системы для перезаписи загрузочного сектора
  - Восстановление загрузочного сектора из резервной копии
  - Восстановление MFT из резервной копии
- ext2, ext3 и ext4
  - Поиск резервной копии суперблока для fsck
- HFS+
  - Восстановление загрузочного сектора из резервной копии

Также TestDisk полезен для анализа незагружаемого носителя данных для передачи результатов в тех. поддержку.

## Поддерживаемые операционные системы
TestDisk поддерживает следующие ОС:
- DOS
- MS Windows: NT4, 2000, XP, 2003, Vista, 2008, 7
- Linux
- FreeBSD, NetBSD, OpenBSD
- SunOS
- Mac OS X

## Поддерживаемые файловые системы
Testdisk может найти разделы следующих файловых систем:
- BeFS ( BeOS )
- BSD disklabel ( FreeBSD/OpenBSD/NetBSD )
- CramFS, Compressed File System
- DOS/Windows FAT12, FAT16 and FAT32
- XBox FATX
- Windows exFAT
- HFS, HFS+ and HFSX, Hierarchical File System
- JFS, IBM's Journaled File System
- Linux btrfs
- Linux ext2, ext3 and ext4
- Linux GFS2
- Linux LUKS encrypted partition
- Linux RAID md 0.9/1.0/1.1/1.2
- RAID 1: mirroring
- RAID 4: striped array with parity device
- RAID 5: striped array with distributed parity information
- RAID 6: striped array with distributed dual redundancy information
- Linux Swap (versions 1 and 2)
- LVM and LVM2, Linux Logical Volume Manager
- Mac partition map
- Novell Storage Services NSS
- NTFS ( Windows NT/2000/XP/2003/Vista/2008/7 )
- ReiserFS 3.5, 3.6 and 4
- Sun Solaris i386 disklabel
- Unix File System UFS and UFS2 (Sun/BSD/...)
- XFS, SGI's Journaled File System
- Wii WBFS
- Sun ZFS